# Музей сучасного мистецтва (Замок Монсоро)
Музей сучасного мистецтва «Замок Монсоро» (фр. Château de Montsoreau - musée d'Art contemporain) — це музей сучасного мистецтва в долині Луари у Франції. Музей заснував у 2016 році Філіп Меає.
Музей знаходиться в одному з найвідомішому палаці Луари. Це один з найперших ренесансних палаців у Франції, що є частиною долини від Сюллі-сюр-Луар до Шалон-сюр-Луар в Список всесвітньої спадщини ЮНЕСКО.

## Історія створення
В 2015 році Філіп Меає підписав договір довгострокової оренди строком на 25 років з президентом департаментів Мен та Луара на володіння Палацом Монсоро. Після цього в пресі одразу розпочався спір про продаж першокласної французької спадщини приватній особі. Мер Монсоро прокоментував, що для його міста було честю бути обраним для розміщення всесвітньо відомої колекції сучасного мистецтва, такої як колекція Філіпа та президента Крістіана Жилле, що він та його команда здобули рідкісну можливість для своєї території відносно освіти.

## Виставки
- 2016: Agnès Thurnauer, a History of Painting.
- 2017: Етторе Соттсасс, Designer of the World.
- 2018: Мистецтво та мова, Reality (Dark) Fragments (Light).
- 2018: 1968: Sparta Dreaming Athens.

Наразі в музеї зберігається найбільша в світі колекція виробів мистецтва від концептуального колективу художників.

## Події

### Премія Франсуа Морелле
З 2016 року музей співпрацює з Національними днями книг і вина в Сюмор, щоб щорічно нагороджувати одного письменника премією Франсуа Морелле.
- 2016: Катрін Мілле, художній критик і головний редактор artpress.
- 2017: Мішель Онфре, філософ.
- 2018 Eric de Chassey, директор Національного інституту історії мистецтв